# Inu × Boku SS
Inu x Boku SS (妖狐×僕SS Inu Boku Shīkuretto Sābisu?, lit. El perro y yo: Servicio secreto), también conocido como Yōko x Boku, es un manga japonés escrito e ilustrado por Cocoa Fujiwara. Una adaptación a serie de anime realizada por David Production comenzó a transmitirse en Japón desde el 12 de enero de 2012 al 30 de marzo de 2012. El anime ha sido licenciado por Sentai Filmworks para su estreno en Norteamérica.

## Argumento
Ririchiyo Shirakīn es una niña proveniente de una familia adinerada, a la que todos en su escuela marginan por ser quién es. También es tratada excepcionalmente por su familia, puesto que ella es su sucesora. Debido a esto, Ririchiyo ha desarrollado una personalidad arisca y arrogante que le protege de la gente, pero a la vez la aleja de ella. Sin embargo, su padre se encargará de que en el futuro, Ririchiyo pueda ir a un lugar muy especial; la Mansión Ayakashi, donde se dice que habitan espíritus sobrenaturales. Ririchiyo arribó allí para estar sola, pero no lo estará, porque un guardaespaldas de la mansión, Soushi Miketsukami, ha venido para servirla y acompañarla en todo momento.

## Personajes
Ririchiyo Shirakīn (白鬼院 凜々蝶 Shirakīn Ririchiyo?)
Voz por: Rina Hidaka
Es una chica de preparatoria que se mudó a la habitación 4 de la Mansión Ayakashi para vivir sola. Viviendo en la sombra de su apellido, se sentía solitaria. Ella ansía ser independiente, y constantemente se preocupa por no ser capaz de comunicarse apropiadamente con otras personas. Su agente del servicio secreto (SS) es Soushi un espíritu zorro. A pesar de tener características de una tsundere, ella es en realidad tsunshun en términos de personalidad, porque es agresiva, pero más tarde se deprime por sus acciones, lo cual le impide poder hacer amigos por su actitud que conlleva gracias a su pasado. Aunque en la mayoría de ocasiones trata a Soushi de forma descortés, en realidad ella le tiene un infinito aprecio por ser el único que la conoce y que la quiere por como es, sin importar su apellido.
Soushi Miketsukami (御狐神 双熾 Miketsukami Soushi?)
Voz por: Yūichi Nakamura
Alto, tez pálida de contextura delgada y de cabellos cenizos. Es el antiguo siervo de Kagerou y agente SS asignado a Ririchiyo y su sirviente, caracterizado por ser la reencarnación del zorro de nueve colas. Tranquilo, educado, amable con la gente y con la incesante necesidad  de humillarse y autodespreciarse cada vez que siente que cometió un terrible error. Tiene un profundo amor y una gran debilidad por su ama, obedeciéndola ciegamente y protegiéndola con su vida, si la situación lo requiere. Una característica notable es su heterocromía: su ojo derecho es de color turquesa, mientras que el izquierdo es de un tono ámbar. 
Renshō Sorinozuka (反ノ塚 連勝 Sorinozuka Renshō?)
Voz por: Yoshimasa Hosoya
Un demonio Ittan-momen con varios tatuajes en su piel bronceada, es el inquilino de la habitación 3. Desarrolla una relación hermano-hermana con Ririchiyo, ganándose la confianza de Soushi en el proceso. Su agente SS es Nobara, que aunque pelean un poco, tienen una estrecha relación. Tiene una personalidad muy perezosa. Muchas chicas le han confesado su amor, pero siempre las rechaza, porque sabe que tendrá que separarse de ellas de todos modos, ya que aunque puede reencarnar, los seres humanos no pueden.
Nobara Yukinokōji (雪小路 野ばら Yukinokōji Nobara?)
Voz por: Yōko Hikasa
La agente SS asignada a Renshō. Es una mujer de las nieves y lleva gafas en su forma humana. Está muy interesada en la moda y en las chicas lindas. A pesar de que afirma que no tiene ningún interés en los hombres, abraza Renshō por detrás y puede ser sorprendentemente cariñosa y protectora con él. Fue asesinada a la edad de 22 por una banda de yōkai enemigos. Reencarnó, y actualmente es una estudiante de secundaria de 14 años.
Kagerō Shōkīn (青鬼院 蜻蛉 Shōkīn Kagerō?)
Voz por: Tomokazu Sugita
Inquilino de la habitación 2, antiguo maestro de Soushi, Banri y Zange, y prometido de Ririchiyo. Kagerō es excéntrico y un narcisista, llamando a los otros inquilinos "cerdos" o "animales". Su agente SS es Karuta, a quien mantiene con una cadena y en un traje de sirvienta. Clasifica las personas en dos categorías diferentes: sádico o masoquista. Ririchiyo solía escribirle cartas cuando era joven, sin embargo, las respuestas a las cartas eran en realidad escritas por Soushi. Murió y reencarnó junto con los otros, es un chico de secundaria compañero de clase de Ririchiyo y ahora vive en la mansión en la habitación 7.
Karuta Roromiya (髏々宮 カルタ Roromiya Karuta?)
Voz por: Kana Hanazawa
Es la agente SS asignada a Kagerō, una Gashadokuro (gran esqueleto nacido de los huesos de los muertos de hambre), cuya forma humana se muestra como una adolescente de cabello marrón (rosado rojizo en el anime). A pesar de que aparenta estar "distraída" o "perdida" la mayor parte del tiempo, ella es en realidad muy inteligente y observadora, y le gusta la comida sabrosa. Muestra tener sentimientos especiales por Banri, quien es su amigo de la infancia.
Banri Watanuki (渡狸 卍里 Watanuki Banri?)
Voz por: Takuya Eguchi
Inquilino de la habitación 1, Banri es un demonio mapache impulsivo y muy franco. Se etiqueta a sí mismo como un "delincuente", considera a Soushi como su rival porque lo llamó "lindo", causando que le tenga resentimientos. Su agente SS es Zange. Tiene fuertes sentimientos por Karuta, razón por la que decidió que quería ser fuerte. Odia profundamente a Kagerō porque cuando niños lo maltrataba y por la forma en la que trata a Karuta.
Zange Natsume (夏目 残夏 Natsume Zange?)
Voz por: Mamoru Miyano
El agente SS asignado a Banri, Zange es un mitad demonio mitad humano que lleva un par de orejas negras de conejo en la cabeza. Es un Hyakume (o 100 ojos) capaz de "ver" el pasado, el futuro, y varias otras cosas. Afirma ser capaz de "ver" las cosas debido a su herencia demoníaca. Es una persona muy alegre. Es amigo de la infancia con Soushi y está muy encariñado con él, llamándolo "Sō-tan" debido a esto. Su lema es "todo el mundo debería llevarse bien", sin embargo, ha mostrado un lado más siniestro en algunas ocasiones.El muere a los 22 años y en la parte 2 reencarna y es un SS.

## Contenido de la obra

### Manga
Inu x Boku SS es un manga shōnen de Kokoa Fujiwara. Fue serializado entre 2009 y 2014 en la revista Gangan Joker de la editorial Square Enix, siendo compilado en un total de 11 volúmenes tankōbon. La obra ha sido publicada en España por Editorial Ivrea.
| Volumen    | Fecha de publicación    | ISBN                   |
| ---------- | ----------------------- | ---------------------- |
| Volumen 1  | 22 de abril de 2010     | ISBN 978-4-7575-2851-2 |
| Volumen 2  | 22 de abril de 2010     | ISBN 978-4-7575-2852-9 |
| Volumen 3  | 22 de julio de 2010     | ISBN 978-4-7575-2940-3 |
| Volumen 4  | 22 de febrero de 2011   | ISBN 978-4-7575-3146-8 |
| Volumen 5  | 22 de julio de 2011     | ISBN 978-4-7575-3290-8 |
| Volumen 6  | 9 de julio de 2012      | ISBN 978-4-7575-3448-3 |
| Volumen 7  | 9 de julio de 2012      | ISBN 978-4-7575-3630-2 |
| Volumen 8  | 9 de julio de 2012      | ISBN 978-4-7575-3794-1 |
| Volumen 9  | 9 de julio de 2012      | ISBN 978-4-7575-3970-9 |
| Volumen 10 | 22 de noviembre de 2013 | ISBN 978-4-7575-4092-7 |
| Volumen 11 | 22 de julio de 2014     | ISBN 978-4-7575-4359-1 |
| Volumen 0  | 22 de marzo de 2012     | ISBN 978-4-7575-3500-8 |

### Anime
Una adaptación a anime por David Production comenzó a transmitirse en Japón del 13 de enero de 2012, finalizando el 30 de marzo de 2012. Un episodio OVA fue lanzado con el séptimo volumen del Blu-ray el 26 de septiembre de 2012.
| Número de episodio | Título | Fecha de emisión         |
| ------------------ | --- | ------------------------ |
| 1                  | El perro y yo Inu to Boku (いぬとぼく) | 12 de enero de 2012      |
| 2                  | El perro solitario !! Samishigariya no Inu (淋しがり屋の犬)                                                                                         | 19 de enero de 2012      |
| 3                  | El verdadero contrato Hontō no Keiyaku (ほんとうの契約)                                                                                             | 26 de enero de 2012      |
| 4                  | Competencia en el residencial Ayakashi Ayakashi-kan Wōkurarī (妖館ウォークラリー)                                                                   | 2 de febrero de 2012     |
| 5                  | La libélula de primavera Haru no Kagerō (春の蜻蛉)                                                                                                  | 9 de febrero de 2012     |
| 6                  | No lo pienses Kangaeru yori mo (考えるよりも) | 16 de febrero de 2012    |
| 7                  | La Noche de los Dos Futari no Yoru (ふたりのよる)                                                                                                   | 23 de febrero de 2012    |
| 8                  | El té y la distancia Ocha to Kyori (お茶と距離) | 1 de marzo de 2012       |
| 9                  | El día de la promesa Yakusoku no Hi (約束の日) | 8 de marzo de 2012       |
| 10                 | Un perro traicionero Uragiri no Yōko (裏切りの妖狐)                                                                                                 | 15 de marzo de 2012      |
| 11                 | Kagerō (陽炎) | 22 de marzo de 2012      |
| 12                 | El día en que nos unimos Futari ni natta Hi (二人になった日)                                                                                        | 29 de marzo de 2012      |
| OVA                | Las transformaciones de Miketsukami-kun Miketsukami-kun Henka (御狐神くん変化) Switch Suicchi (スイッチ) Jugando a la Casita Omamagoto (おままごと) | 26 de septiembre de 2012 |